# Abaqus
Abaqus é um pacote de software comercial para análise por elementos finitos desenvolvido pela HKS Inc de Rhode Island, Estados Unidos e agora comercializado sob a SIMULIA, marca da Dassault Systemes S.A.
O conjunto consiste nos produtos Standard, Explicit e CAE.[carece de fontes?]